# КБ-572
КБ-572 — портальный кран-лесопогрузчик башенного типа, самоходный, на рельсовом ходу, полноповоротный. Предназначен для погрузочно-разгрузочных и штабелёвочных работ на лесных складах и лесоперевалочных базах, домостроительных комбинатах и пр. Также возможна работа в качестве строительного крана. Дополнительно может быть оборудован грейфером или магнитным захватом. Относится к кранам 5-й размерной группы.

## Описание
Краны серии КБ-572 специально разработаны для перемещения лесных грузов. Краны как базового исполнения (КБ-572), так и последовавшие модификации («-А», «-Б») выпускались на НКЗ. В настоящее время изготавливается модификация КБ-572Б.

## Технические характеристики
Характеристики крана приведены в карточке.

## Конструкция
Конструкция башенного крана включает: ходовые тележки (4 шт.), портал, башню (с оголовком), опорно-поворотное устройство, рабочую стрелу, грузовую тележку, противовесную консоль, а также кабину управления и рабочие механизмы (грузовые лебёдки, механизмы поворота и передвижения грузовой тележки).

### Портал
Портал — П-образный, открытый для прохода ширококолейных гружёных железнодорожных составов. Конструкция представляет собой открытую сварную раму, опирающуюся на четыре опорные стойки. Последние выполнены в виде сварных пирамидальных конструкций коробчатого сечения и соединены с рамой фланцами на болтах. Боковые стойки связаны между собой продольными балками.
В продольных балках, по концам, располагаются втулки для шкворней ходовых тележек. Подкрановые рельсы, на которых располагаются ходовые тележки, установлены на одном уровне с железнодорожными путями. Сверху к продольным балкам приварены проушины для крепления портала при его сборке. На верхней части рамы расположены фланцы для крепления башни, а по обеим её сторонам расположены бетонные грузы — для придания устойчивости крану.

### Башня
Башня крана — четырёхгранная, решётчатая конструкция, в виде фермы. Выполнена из труб, которые соединены раскосами, а также связями — диагональными и поперечными. В нижней части башни расположены фланцы для соединения с порталом, а в верхней — с поворотной частью крана.

#### Поворотная часть
Поворотная часть крана устанавливается на портале. Представляет собой решётчатую конструкцию-ферму. В плане имеет квадратное сечение. Поворотная часть крана состоит из следующих элементов:
- Башня — прямоугольного сечения (с поворотным оголовком), верхнеповоротная.
- Рабочая стрела — балочного типа: с лебёдками, а также направляющими грузовой и тяговый канаты блоками.
- Противовесная консоль: с установленными на ней противовесом и рабочими механизмами.

Опорно-поворотное устройство — роликовое, однорядное. Состоит из двух частей — неповоротной (нижней) части и поворотной (верхней) секции. Между ними расположен поворотный круг (роликовый, однорядный) с зубчатым зацеплением — внутренним. Вращение крана осуществляется при помощи двух механизмов поворота. Конструкция верхней поворотной части-секции включает ферму и кольцевую раму.
Кольцевая рама представляет собой сварную листовую конструкцию, выполненную в виде кольца, которое снабжено проушинами — для крепления стрелы и расчала. Внутри её конструкции имеется люк — для перехода с лестницы башни на площадку на поворотной части. К верхней секции прикреплены: механизмы поворота, площадка с кабиной управления, а также шкафы с электрическим оборудованием.
Конструкция фермы выполнена из раскосов и 4-х поясных труб, оканчивающиеся в верхней части фланцем, к которому прикрепляется оголовок. В конструкции фермы расположена лестница — для подъёма к оголовку крана. Оголовок представляет собой пирамидальную конструкцию, сваренную из листовой стали. В верхней части оголовка расположены проушины и траверса для крепления расчалов, а также направляющие блоки грузового каната, установленные на осях.

#### Рабочая стрела и противовесная консоль
Стрела и противовесная консоль прикреплены к поворотному оголовку с помощью жёстких шарнирных расчалов (с противоположных сторон): стрела закреплена с помощью одного расчала, а консоль — при помощи двух. Конструкция расчала представляет собой две жёсткие тяги, выполненные из прутка и соединённые шарнирно при помощи специальных переходных серьг. Балочная стрела — решётчатая секционная ферма, треугольного сечения. В рабочем положении стрела расположена горизонтально, а без нагрузки она может перемещаться (в вертикальном направлении).
Для перемещения грузовой тележки используется монорельс, прикреплённый снизу к диафрагмам. Последние расположены на концах секций стрелы. Рабочие механизмы (блоки) для перемещения грузовой тележки и направления канатов расположены в корневой и на крайней секциях рабочей стрелы: в корневой установлен один направляющий блок для тягового каната грузовой тележки, а на крайней секции — два блока, направляющие подъёмный канат.
Вылет изменяется (от 3 до 35 м) путём перемещения по нижним поясам грузовой тележки. В металлоконструкции корневой части стрелы имеется также лебёдка, которая с помощью канатов осуществляет перемещение (на ходовых катках) грузовой тележки. Для прохода по рабочей стреле на нижних поясах укладывается настил, а по бокам — устанавливается ограждение. Длина стрелы зависит от условий работы крана.
Противовесная консоль — ферма решётчатой конструкции, треугольного сечения. Состоит из двух секций, соединяемые с помощью болтовых фланцев. Конструкция двух верхних поясов консоли — из неравнобоких уголков, к которым прикреплены (на сварке) поперечины. Раскосы, связи и нижний пояс консоли — выполнены из труб. На консоли также имеется настил с ограждением и расположены противовесная плита и грузовая лебёдка.

### Грузовая тележка
Конструкция представляет собой две коробчатые рамы, выполненных в виде двух букв «П», на которых установлены оси ходовых катков. Коробчатые рамы скреплены двумя швеллерами, на осях между которыми располагаются блоки грузового каната. На поперечинах рам имеются два барабана, имеющие храповые механизмы и воротки. Барабаны предназначены для выбора слабины канатов. Это достигается при помощи навивки на барабан натяжного каната.

### Ходовая часть
Ходовая часть фиксируется шкворнем с соединительной балкой портала через втулку. Тележка может смещаться по вертикали на 50 мм с помощью шкворня. Нижний конец шкворня соединяется с балансиром шарниром, а балансир соединяется сваркой с рамой, имеющей ведомое колесо. Рама тележки выполнена из листовой стали в виде коробчатой конструкции.
Рама имеет буксы с роликоподшипниками, крепящиеся к ней болтами. На буксы опираются оси с ходовыми колёсами. Ведомое колесо имеет плужок для очистки рельсов подкранового пути. Рамы тележек снабжены клещевыми захватами. Крайние рабочие положения крана на подкрановых путях фиксируются конечным выключателем, установленным на одной из четырёх ходовых тележек.

## Происшествия
Башенные краны-лесопогрузчики КБ-572 находятся под усиленным контролем за эксплуатацией органов Госгортехнадзора. Список аварий и причины приведены ниже.

### Выработка срока
- 25 января 2001 года в одном из леспромхозов Нижегородской области произошла авария крана КБ-572, погиб крановщик. По результатам расследования, установлено, что: «кран отработал нормативный срок. Обследование не проведено. Пломба была снята для проведения ремонтных работ. Кран продолжал работать на 13 болтах из 48. Из-за обрыва оставшихся болтов произошло падение поворотной части крана.»[5].

### Неисправность
- 11 декабря 2002 года при разгрузке автомобиля с пиломатериалами на одном из лесопунктов при повороте КБ-572 (без нагрузки) разорвало трубы пояса башни крана. В результате вся верхняя часть крана упала. Пострадавших нет. По результатам следствия установлено, что: «причиной падения стала неисправность КБ-572»[6].
- 20 октября 2004 года в Санкт-Петербурге, на арендуемой территории, упал КБ-572, выпущенный в 1990 году. При этом получил лёгкие травмы (ушиб спины и головы) машинист крана. Выяснилось, что: «кран был бесхозный и неисправен»[7].

### Неосторожность
26 декабря 2002 года на одном из складов Иркутской области при вытягивании строп из-под сложенного в пачку пиломатериала, из-за освобождения канатов произошло резкое снятие нагрузки. В результате резкого динамического воздействия, у КБ-572Б разрушились фланцы крепления башни к ОПУ, а верхняя его часть — упала. Машиниста при этом выбросило в проём кабины и она получила лёгкую травму. По результатам следствия установлено, что: «причиной аварии стали неосторожные действия персонала».

### Отрыв поворотной части
- В 2004 году произошла авария крана КБ-572Б, (заводской № 443) в Инзерском лесхозе. Как показало расследование: «значительное количество болтов крепления ОПУ к неповоротной раме было частично или полностью разрушено до обрушения поворотной части крана»[8].
- В октябре 2004 года в Санкт-Петербурге на территории одной из коммерческих организаций, от крана КБ-572, выпущенного в 1990 году, оторвалась поворотная часть[9], и произошло падение крана.

### Обрыв канатов
- 17 марта 2005 года в одном из леспромхозов Великого Устюга у крана КБ-572, поднимавшего груз, оборвался грузовой канат, в результате чего погиб стропальщик. По результатам следствия установлено, что: «обрыв грузового каната произошел из-за потери его прочности в результате износа и обрыва проволок по причине истирания сошедшего с блока каната об ось блока и болты крюковой подвески».[10].

### Отрыв болтов ОПУ и отрыв поворотной части
- 19 августа 2007 года на одном из складов Костромской области произошёл отрыв поворотной части — в результате обрыва болтов крепления ОПУ. Смертельно травмирован машинист крана[11].

### Ходовая часть
- 26 июня 2008 года на производственной площадке предприятия, подконтрольной Пермскому межрегиональному управлению по технологическому и экологическому надзору Ростехнадзора, при движении башенного крана КБ-572А по рельсовому пути отказал концевой выключатель, который блокирует движение основной ход при наезде на тупиковые упоры. Тормоза крана не сработали. Сбив тупиковые упоры, кран сошел с путей на стоящую рядом строительную технику. Пострадавших нет[12].

### Комплекс причин
- 12 июля 2011 года в посёлке Красный Затон, город Сыктывкар, при перемещении круглого леса произошло падение стрелы КБ-572Б. В результате падения и удара стрелы крана о землю машинист крана, выпавший из кабины, получил тяжёлую травму[13]. По результатам следствия установлено, что причинами аварии КБ-572Б стали[14]:

- «неисправное болтовое соединение с опорно-поворотным устройством кольцевой рамы».
- «эксплуатация неисправного и не зарегистрированного крана в органах надзора».
- «отсутствие производственного контроля и допуск неаттестованного персонала».

Директору компании, использовавшей неисправный башенный кран, грозит до года лишения свободы согласно ст. 143 УК РФ «Нарушение правил техники безопасности или иных правил охраны труда, повлекшие по неосторожности причинение тяжкого вреда здоровью человека».